# Röhss-Bucht
Die Röhss-Bucht (schwedisch Röhss Bukt) ist eine Bucht zwischen Kap Broms und Kap Obelisk an der Südwestseite der James-Ross-Insel vor der Nordostküste der Antarktischen Halbinsel. Sie wird von den Eismassen des Prinz-Gustav-Schelfeises eingenommen.
Entdeckt wurde die Bucht bei der Schwedischen Antarktisexpedition (1901–1903) unter der Leitung Otto Nordenskjölds. Dieser benannte sie nach den Zwillingsbrüdern August (1834–1904) and Wilhelm Röhss (1834–1900), Großhändler aus Göteborg, die seine Forschungsreise finanziell unterstützt hatten.